# Časování ve staroslověnštině
Staroslověnská slovesa stejně jako v jiných slovanských jazycích rozeznávají kategorie osoby, čísla, času, vidu, způsobu a slovesného rodu.

Osoby se rozeznávají tři, číslo je stejně jako u jmen trojí, jednotné, dvojné a množné.

Slovesné časy měla staroslověnština dost rozvinuté: pro přítomnou časovou rovinu měla jen jeden čas – přítomný, pro budoucí časovou rovinu dva časy – budoucí a předbudoucí, vyjadřující děj, který se odehraje před jiným dějem budoucím (používal se však zřídka). Nejvíc časů měla pro minulé děje – aorist, který vyjadřoval, že se děj prostě odehrával (/odehrál) v minulosti, imperfektum, které se používalo pro popis dějů, které probíhaly zároveň s jiným dějem minulým nebo se v minulosti opakovaly, perfektum, které vyjadřovalo stav vzešlý z uskutečnění minulého děje (jehož následky trvaly i nadále, obdoba českého mám uvařeno) a plusquamperfektum (čas předminulý), který vyjadřoval děje, které se odehrály před jiným dějem minulým.

Vid je jako v jiných slovanských jazycích dokonavý a nedokonavý. Vid slovesa se mění změnou jeho tvaru, nedokonavá slovesa se odvozováním pravidelně mění na dokonavá.

Způsob je trojí – oznamovací (indikativ), rozkazovací (imperativ) a podmiňovací (kondicionál).

Slovesné rody byly dva – činný (aktivní) a trpný (pasivní). Zvratný rod (medium) neměl žádné zvláštní výrazové prostředky.

Všechny tvary tvořené od sloves se dělí podle toho, které uvedené kategorie vyjadřují, a podle funkce ve větě na určité a neurčité. Určité slovesné tvary rozeznávají všechny slovesné kategorie a ve větě plní funkci přísudku. Neurčité slovesné tvary jsou vlastně od slovesných kořenů tvořená jména (proto se mnohdy i skloňují), nevyjadřují všechny slovesné kategorie (zejména osobu) a ve větě plní funkci, jakou v ní zastávají jména (podmět, předmět, příslovečné určení a podobně).

## Určité tvary slovesné
Staroslověnská slovesa se rozdělují do skupin podle podoby jejich kmene, a to jednak kmene prézentního, jednak kmene infinitivního. Kmen prézentní se získá od tvaru 2. nebo 3. os.sg. nebo od 1. či 2.os.pl. nebo některé osoby duálu odtržením osobní koncovky. Infinitivní kmen se získá odtržením přípony -ti od tvaru infinitivu (je ovšem třeba počítat s hláskovými změnami vzniklými připojením přípony -ti (např. *ved-ti > vesti)).

Podle kmenotvorné přípony se slovesa dělí na dvě velké skupiny – slovesa tematická (pravidelná) a slovesa atematická (nepravidelná; sem patří jen slovesa byti, věděti, dati, ěsti, částečně sloveso iměti). Slovesa tematická se třídí podle kmene prézentního s přihlédnutím ke kmeni infinitivnímu.

Třídění tematických sloves:

I. (první) třída – zahrnuje slovesa s kmenotvornou příponou -e-/-o-, 1.os.sg.ind.préz.akt. je -ǫ, 2.os. -eši.

IA podtřída zahrnuje slovesa, jejichž infinitivní kmen je roven kořeni (nesti, nesǫ, neseši, préz. kmen nese-/neso-);

IB podtřída zahrnuje slovesa, jejichž infinitivní kmen je roven kořeni rozšířenému o příponu -a- (zъvati, zovǫ, zoveši, préz. kmen zove-/zovo-).

II: (druhá) třída – zahrnuje slovesa s kmenotvornou příponou -ne-/-no-, 1.os.sg.ind.préz.akt. je -nǫ, 2.os. -neši.

IIA podtřída zahrnuje slovesa, jejichž infinitivní kmen má příponu -nǫ- připojenou ke slovesnému kmeni zakončenému na souhlásku (dvignǫti, dvignǫ, dvigneši, préz. kmen dvigne-/dvigno-);

IIB podtřída zahrnuje slovesa, jejichž infinitivní kmen má příponu -nǫ- připojenou ke slovesnému kmeni zakončenému na samohlásku (minǫti, minǫ, mineši, préz. kmen mine-/mino-). Výjimkou je sloveso stati, které v infinitivním kmeni příponu -nǫ- nemá.

III. (třetí) třída – zahrnuje slovesa s kmenotvornou příponou -ịe, 1.os.sg.ind.préz.akt. je -jǫ/-'ǫ, 2.os. -ješi/-'eši.

IIIA podtřída zahrnuje slovesa, jejichž infinitivní kmen je součástí kmene prézentního a rovná se buď kořeni zakončenému na samohlásku nebo souhlásku -r-, -l-, -n- nebo dvouslabičnému základu (znati, znajǫ, znaješi, préz. kmen znaje-);
IIIB podtřída zahrnuje slovesa, jejichž infinitivní kmen je zakončen na -a-, které není v kmeni prézentním (plakati, plačǫ, plačeši, préz. kmen plače-).

Některá slovesa třetí třídy mohou tvořit infinitivní kmen oběma způsoby.

IV. (čtvrtá) třída – zahrnuje slovesa s kmenotvornou příponou -i-, 1.os.sg.ind.préz.akt. je -jǫ/-'ǫ, 2.os. -iši.

IVA podtřída zahrnuje slovesa, jejichž infinitivní kmen je zakončen na -i- (chvaliti, chvaljǫ, chvališi, préz. kmen chvali-);

IVB podtřída zahrnuje slovesa, jejichž infinitivní kmen je zakončen na -ě- nebo -a- (velěti, veljǫ, veliši, préz. kmen veli-; kričati, kričǫ, kričiši, préz. kmen kriči-).

Sloveso sъpati nepatří do žádné z obou podtříd: sъpati, sъpljǫ, sъpiši, préz. kmen sъpi-).

### Indikativ prézenta (oznamovací způsob přítomného času)
Vzor časování indikativu prézenta sloves atematických a slovesa iměti:
|     | byti            | věděti | dati   | ěsti  |  | iměti |
| sg. |                 |        |        |       |  |       |
| --- | --------------- | ------ | ------ | ----- |  | ----- |
| 1.  | jesmь, (něsmь)  | věmь   | damь   | ěmь   |  | imamь |
| 2.  | jesi, (něsi)    | věsi   | dasi   | ěsi   |  | imaši |
| 3.  | jestъ, (něstъ)  | věstъ  | dastъ  | ěstъ  |  | imatъ |
| du. |                 |        |        |       |  |       |
| 1.  | jesvě, (něsvě)  | věvě   | davě   | ěvě   |  | imavě |
| 2.  | jesta, (něsta)  | věsta  | dasta  | ěsta  |  | imata |
| 3.  | jeste, (něste)  | věste  | daste  | ěste  |  | imate |
| pl. |                 |        |        |       |  |       |
| 1.  | jesmъ, (něsmъ)  | věmъ   | damъ   | ěmъ   |  | imamъ |
| 2.  | jeste, (něste)  | věste  | daste  | ěste  |  | imate |
| 3.  | sǫtъ, (ne sǫtъ) | vědętъ | dadętъ | ědętъ |  | imǫtъ |

Poznámka: U slovesa byti jsou v závorce uvedeny tvary záporného slovesa (ne byti).

Vzor časování indikativu prézenta sloves tematických 1. třídy (vesti), 2. třídy (dvignǫti), 3. třídy (znati) a 4. třídy (chvaliti):
| infinitiv | vesti   | dvignǫti  | znati    | chvaliti  |
| sg.       |         |           |          |           |
| --------- | ------- | --------- | -------- | --------- |
| 1.        | ved-ǫ   | dvig-nǫ   | zna-jǫ   | chval-jǫ  |
| 2.        | ved-eši | dvig-neši | zna-ješi | chval-iši |
| 3.        | ved-etъ | dvig-netъ | zna-jetъ | chval-itъ |
| du.       |         |           |          |           |
| 1.        | ved-evě | dvig-nevě | zna-jevě | chval-ivě |
| 2.        | ved-eta | dvig-neta | zna-jeta | chval-ita |
| 3.        | ved-ete | dvig-nete | zna-jete | chval-ite |
| pl.       |         |           |          |           |
| 1.        | ved-emъ | dvig-nemъ | zna-jemъ | chval-imъ |
| 2.        | ved-ete | dvig-nete | zna-jete | chval-ite |
| 3.        | ved-ǫtъ | dvig-nǫtъ | zna-jǫtъ | chval-ętъ |

Poznámka: U tematických sloves první třídy s kmenem zakončeným na -k- a -g- se tato hláska zachovává jen v 1.os.sg. a 3.os.pl., v ostatních osobách se mění -k- na -č- a -g- na -ž-. U tematických sloves třetí třídy se měkká souhláska vzniklá změkčení koncové souhlásky slovesného kořene (souhláska před koncovým -a- infinitivního kmene) zachovává ve všech osobách; souhlásky se mění takto: z>ž, k>č, z>ž, s>š, d>žd, t>št, sk>št, n>nj, l>lj, r>rj. U tematických sloves čtvrté třídy je měkká souhláska vzniklá změkčení koncové souhlásky slovesného kořene (souhláska před koncovým -i- prézentního kmene) jen v 1.os.sg.; souhlásky se mění takto: z>ž, s>š, d>žd, t>št, b>blj, p>plj, v>vlj, m>mlj, n>nj, zn>žnj, l>l', sl>šlj, r>rj; pokud jsou ž, č, š, št a j v infinitivu, pak se zachovávají ve všech osobách.

Některá slovesa tvoří tvary indikativu prézenta nepravidelně: iskati tvoří tvary od prézentního kmene ište- (sg. 1. ištǫ, 2. išteši, 3. ištetъ, du. 1. ištevě, 2. išteta, 3. ištete, pl. 1. ištemъ, 2. ištete, 3.ištǫtъ); metati může (v mladších textech) tvořit tvary od kmene mešte- (meštǫ atd.); chotěti tvoří tvary sg. 1. choštǫ, 2. chošteši, 3. choštetъ, du. 1. choštevě, 2. chošteta, 3. choštete, pl. 1. choštemъ, 2. choštete, 3.chotętъ; dovьlěti má buď tvary dovьljǫ, dovьlješi, … nebo dovьlějǫ, dovьlěješi, …, ve 3.os.pl. je vedle dovьljǫtъ a dovьlějǫtъ i tvar dovlętъ.

### Imperativ (rozkazovací způsob)
Vzor časování atematických sloves a slovesa iměti:
|     | byti    | věděti  | dati    | ěsti   |  | iměti   |
| sg. |         |         |         |        |  |         |
| --- | ------- | ------- | ------- | ------ |  | ------- |
| 1.  | –       | –       | –       | –      |  | -       |
| 2.  | bǫd-ь   | vęžd-ь  | dažd-ь  | ěžd-ь  |  | imě-i   |
| 3.  | bǫd-ь   | vęžd-ь  | dažd-ь  | ěžd-ь  |  | imě-i   |
| du. |         |         |         |        |  |         |
| 1.  | bǫd-ivě | věd-ivě | dad-ivě | ěd-ivě |  | imě-ivě |
| 2.  | bǫd-ita | věd-ita | dad-ita | ěd-ita |  | imě-ita |
| 3.  | –       | –       | –       | –      |  | -       |
| pl. |         |         |         |        |  |         |
| 1.  | bǫd-imъ | věd-imъ | dad-imъ | ěd-imъ |  | imě-imъ |
| 2.  | bǫd-ite | věd-ite | dad-ite | ěd-ite |  | imě-ite |
| 3.  | –       | –       | –       | –      |  |         |

Vzor časování tematických sloves:

Poznámka: Vzorová slovesa jsou táž jako u vzoru časování v indikativu prézenta.
|     | vesti   | dvignǫti  | znati    | chvaliti  |
| sg. |         |           |          |           |
| --- | ------- | --------- | -------- | --------- |
| 1.  | –       | –         | –        | -         |
| 2.  | ved-i   | dvig-ni   | zna-ji   | chval-i   |
| 3.  | ved-i   | dvig-ni   | zna-ji   | chval-i   |
| du. |         |           |          |           |
| 1.  | ved-ěvě | dvig-něvě | zna-jivě | chval-ivě |
| 2.  | ved-ěta | dvig-něta | zna-jita | chval-ita |
| 3.  | –       | –         | –        | -         |
| pl. |         |           |          |           |
| 1.  | ved-ěmъ | dvig-němъ | zna-jimъ | chval-imъ |
| 2.  | ved-ěte | dvig-něte | zna-jite | chval-ite |
| 3.  | –       | –         | –        | -         |

### Indikativ aoristu
Aorist se ve staroslověnštině tvoří dvěma způsoby – starším a mladším. Starší způsob se nazývá asigmatický a spočívá v připojování aoristových koncovek přímo ke slovesnému kořeni (který se rovnal infinitivnímu kmeni). Aorist asigmatický se tvořil pouze od sloves 1. a 2. třídy, jejichž slovesný kořen končil na souhlásku. Od ostatních sloves (a většinou i sloves 1. a 2. třídy) se aorist tvořil mladším způsobem – to je aorist sigmatický (jeho znakem je souhláska s, v mnoha tvarech nicméně později změněná v ch, viz níže).

Vzor časování aoristu asigmatického tematických sloves první (vesti) a druhé (dvignǫti) třídy:
|     | vesti   | dvignǫti |
| sg. |         |          |
| --- | ------- | -------- |
| 1.  | ved-ъ   | dvig-ъ   |
| 2.  | ved-e   | dviž-e   |
| 3.  | ved-e   | dviž-e   |
| du. |         |          |
| 1.  | ved-ově | dvig-ově |
| 2.  | ved-eta | dviž-eta |
| 3.  | ved-ete | dviž-ete |
| pl. |         |          |
| 1.  | ved-omъ | dvig-omъ |
| 2.  | ved-ete | dviž-ete |
| 3.  | ved-ǫ   | dvig-ǫ   |

Poznámka: Před koncovkami začínajícími na -e- se koncová souhláska slovesného kmene u sloves 2. třídy mění takto: k>č, g>ž, ch>š. Kořen, k němuž se koncovky připojují, nemusí být u některých sloves 2. třídy z infinitivu patrný (u slovesa tonǫti je top-, u slovesa usъnǫti je sъp- atd.).

Aoristu asigmatický se tvoří několika způsoby, které odrážejí vývoj tohoto slovesného času. U sloves, jejichž infinitivní kmen je zakončen na samohlásku, se aoristové koncovky připojují přímo k tomuto kmeni; u sloves s kmenem zakončeným na nosovou samohlásku se připojuje starší typ koncovek, které jsou jinak v užívání u sloves se souhláskovým zakončením kmene. U sloves, jejichž infinitivní kmen je zakončen na souhlásku, se jednak rozeznává kratší a delší způsob, jednak starší a novější (podle typu koncovek), které se mohou kombinovat.

Kratší způsob spočívá v připojování aoristových koncovek přímo ke slovesnému kořeni; je doložen pouze u několika sloves IA třídy, jejichž kořen je zakončen na b, d, g, k, p, s, t, z a u atematického slovesa ěsti. U tohoto tvoření se prodlužovala kořenová samohláska (o>a, e>ě) a koncová souhláska kořene před počáteční souhláskou přípony (s) zanikala. U tohoto typu je obvyklý starší typ koncovek.

Delší způsob spočívá v připojování aoristních koncovek ke slovesnému kořeni doplněnému o samohlásku -o-.

Vzor časování aoristu sigmatického sloves s kmenem zakončeným samohláskou s novějším typem koncovek (glagolati):
| sg. |               |
| --- | ------------- |
| 1.  | glagola-chъ   |
| 2.  | glagola       |
| 3.  | glagola       |
| du. |               |
| 1.  | glagola-chově |
| 2.  | glagola-sta   |
| 3.  | glagola-ste   |
| pl. |               |
| 1.  | glagola-chomъ |
| 2.  | glagola-ste   |
| 3.  | glagola-šę    |

Vzor časování aoristu sigmatického kratšího (sloves s kmenem zakončeným souhláskou) se starším typem koncovek (bosti, slovesný kmen bod-; ěsti):
|     | bosti   | ěsti          |
| sg. |         |               |
| --- | ------- | ------------- |
| 1.  | ba-sъ   | ě-sъ          |
| 2.  | bod-e   | ě-stъ, (iz-ě) |
| 3.  | bod-e   | ě-stъ, (iz-ě) |
| du. |         |               |
| 1.  | ba-sově | ě-sově        |
| 2.  | ba-sta  | ě-sta         |
| 3.  | ba-ste  | ě-ste         |
| pl. |         |               |
| 1.  | ba-somъ | ě-somъ        |
| 2.  | ba-ste  | ě-ste         |
| 3.  | ba-sę   | ě-sę          |

Poznámka: sloveso ěsti může mít též novější typ koncovek (sg. 1. ě-chъ, 2. ě-stъ, 3. ě-stъ, du. 1. ě-chově, 2. ě-sta, 3. ě-ste, pl. ě-chomъ, 2. ě-ste, 3. ě-šę).

Vzor časování aoristu sigmatického delšího (sloves s kmenem zakončeným souhláskou) s novějším typem koncovek (rešti, slovesný kmen rek-):
| sg. |            |
| --- | ---------- |
| 1.  | rek-ochъ   |
| 2.  | reč-e      |
| 3.  | reč-e      |
| du. |            |
| 1.  | rek-ochově |
| 2.  | rek-osta   |
| 3.  | rek-oste   |
| pl. |            |
| 1.  | rek-ochomъ |
| 2.  | rek-oste   |
| 3.  | rek-ošę    |

Vzor časování aoristu sigmatického atematických sloves:
|     | byti         | věděti     | dati        |
| sg. |              |            |             |
| --- | ------------ | ---------- | ----------- |
| 1.  | by-chъ       | vědě-chъ   | da-chъ      |
| 2.  | by, (by-stъ) | vědě       | da, (dastъ) |
| 3.  | by, (by-stъ) | vědě       | da, (dastъ) |
| du. |              |            |             |
| 1.  | by-chově     | vědě-chově | da-chově    |
| 2.  | by-sta       | vědě-sta   | da-sta      |
| 3.  | by-ste       | vědě-ste   | da-ste      |
| pl. |              |            |             |
| 1.  | by-chomъ     | vědě-chomъ | da-chomъ    |
| 2.  | by-ste       | vědě-ste   | da-ste      |
| 3.  | by-šę        | vědě-šę    | da-šę       |

### Indikativ imperfekta
Indikativ imperfekta se tvoří od slovesného kmene infinitivního. Pokud kmen končí na -a- nebo -ě-, připojují se imperfektní koncovky přímo k němu. Výjimkou jsou slovesa, jejichž -a- nebo -ě- na konci kmene je výsledkem přesmyku hlásek nebo zjednodušení dvouhlásky, a atematické sloveso dati. U sloves s jiným zakončením infinitivního kmene je základem kmen prézentní rozšířený o hlásku -ě- a k němu se připojují imperfektní koncovky. Pokud je slovesný kořen zakončen na -k- nebo -g-, nastává změna k>č, g>ž. V IVA třídě se před -ě- měkčí souhláska.

Vzor časování indikativu imperfekta tematických sloves s infinitivním kmenem zakončeným na -a- (glagolati) a sloves 4. třídy s kmenem zakončeným souhláskou (chvaliti):
|     | glagolati      | chvaliti       |
| sg. |                |                |
| --- | -------------- | -------------- |
| 1.  | glagola-achъ   | chvalj-ěachъ   |
| 2.  | glagola-aše    | chvalj-ěaše    |
| 3.  | glagola-aše    | chvalj-ěaše    |
| du. |                |                |
| 1.  | glagola-achově | chvalj-ěachově |
| 2.  | glagola-ašeta  | chvalj-ěašeta  |
| 3.  | glagola-ašete  | chvalj-ěašete  |
| pl. |                |                |
| 1.  | glagola-achomъ | chvalj-ěachomъ |
| 2.  | glagola-ašete  | chvalj-ěašete  |
| 3.  | glagola-achǫ   | chvalj-ěachǫ   |

Vzor časování indikativu imperfekta atematických sloves:
|     | byti               | věděti      | dati        | ěsti       |
| sg. |                    |             |             |            |
| --- | ------------------ | ----------- | ----------- | ---------- |
| 1.  | bě-chъ             | věd-ěachъ   | dad-ěachъ   | ěd-ěachъ   |
| 2.  | bě                 | vědě-aše    | dad-ěaše    | ěd-ěaše    |
| 3.  | bě, (bě-aše)       | věd-ěaše    | dad-ěaše    | ěd-ěaše    |
| du. |                    |             |             |            |
| 1.  | bě-chově           | věd-ěachově | dad-ěachově | ěd-eachově |
| 2.  | bě-sta             | věd-ěašeta  | dad-ěašeta  | ěd-ěašeta  |
| 3.  | bě-ste, (bě-ašete) | věd-ěašete  | dad-ěašete  | ěd-ěašete  |
| pl. |                    |             |             |            |
| 1.  | bě-chomъ           | věd-ěachomъ | dad-ěachomъ | ěd-ěachomъ |
| 2.  | bě-ste             | věd-ěašete  | dad-ěašete  | ěd-ěašete  |
| 3.  | bě-šę, (bě-achǫ)   | věd-ěachǫ   | dad-ěachǫ   | ěd-ěachǫ   |

### Podmiňovací způsob (kondicionál)
Tvar podmiňovacího způsobu je tvar složený. Skládá se z participia perfekta činného (viz v článku Skloňování ve staroslověnštině) v příslušném rodě a kondicionálních tvarů slovesa byti (v mladších textech se užívají aoristové tvary slovesa byti).

Vzor časování podmiňovacího způsobu (dati):
| sg. |                                          |
| --- | ---------------------------------------- |
| 1.  | dalъ, -la, -lo bimь, (bychъ)             |
| 2.  | dalъ, -la, -lo bi, (by)                  |
| 3.  | dalъ, -la, -lo bi, (by)                  |
| du. |                                          |
| 1.  | dala, -lě, -lě *bivě, (bychově)          |
| 2.  | dala, -lě, -lě *bista, (bysta)           |
| 3.  | dala, -lě, -lě *biste, (byste)           |
| pl. |                                          |
| 1.  | dali, -ly, -la bimъ (bichomъ), (bychomъ) |
| 2.  | dali, -ly, -la biste, (byste)            |
| 3.  | dali, -ly, -la bǫ (bišę), (byšę)         |

Poznámka: tvary označené hvězdičkou (*) nejsou doloženy.

### Indikativ perfekta
Tvar indikativu perfekta je tvar složený. Skládá se z participia perfekta činného (viz v článku Skloňování ve staroslověnštině) v příslušném rodě a prézentních indikativních tvarů slovesa byti.

Vzor časování indikativu perfekta (dati):
| sg. |                                |
| --- | ------------------------------ |
| 1.  | dalъ, -la, -lo jesmь, (něsmь)  |
| 2.  | dalъ, -la, -lo jesi, (něsi)    |
| 3.  | dalъ, -la, -lo jestъ, (něstъ)  |
| du. |                                |
| 1.  | dala, -lě, -lě jesvě, (něsvě)  |
| 2.  | dala, -lě, -lě jesta, (něsta)  |
| 3.  | dala, -lě, -lě jeste, (něste)  |
| pl. |                                |
| 1.  | dali, -ly, -la jesmъ, (něsmъ)  |
| 2.  | dali, -ly, -la jeste, (něste)  |
| 3.  | dali, -ly, -la sǫtъ, (ne sǫtъ) |

### Indikativ plusquamperfekta (oznamovací způsob předminulého času)
Tvar indikativu plusquamperfekta je tvar složený. Skládá se z participia perfekta činného (viz v článku Skloňování ve staroslověnštině) v příslušném rodě a tvary indikativu imperfekta slovesa byti.

Vzor časování indikativu plusquamperfekta (dati):
| sg. |                                 |
| --- | ------------------------------- |
| 1.  | dalъ, -la, -lo běchъ            |
| 2.  | dalъ, -la, -lo bě               |
| 3.  | dalъ, -la, -lo bě, (běaše)      |
| du. |                                 |
| ;1. | dala, -lě, -lě běchově          |
| 2.  | dala, -lě, -lě běsta            |
| 3.  | dala, -lě, -lě běste, (běašete) |
| pl. |                                 |
| 1.  | dali, -ly, -la běchomъ          |
| 2.  | dali, -ly, -la běste            |
| 3.  | dali, -ly, -la běšę, (běachǫ)   |

### Indikativ futura (oznamovací způsob budoucího času)
Indikativ futura se tvořil několika způsoby. U sloves dokonavých se indikativ futura rovnal indikativu prézenta, u sloves nedokonavých je to složený tvar vzniklý spojením prézentních tvarů sloves chotěti, iměti, načęti nebo vъčęti a infinitivu významového slovesa.

### Indikativ futura exakta (oznamovací způsob předbudoucího času)
Indikativ futura exakta je složený tvar vzniklý spojením participia perfekta činného (viz v článku Skloňování ve staroslověnštině) v příslušném rodě a budoucími tvary slovesa byti (sg. 1. bǫdǫ, 2. bǫdeši, 3. bǫdetъ, du. 1. bǫdevě, 2. bǫdeta, 3. bǫdete, pl. 1. bǫdemъ, 2. bǫdete, 3.bǫdǫtъ).

### Vyjadřování trpného rodu
Trpný rod se vyjadřuje především dvěma způsoby:

a) složením participia perfekta trpného a určitého tvaru slovesa byti;

tvar slovesa byti je určen slovesným časem, který je v trpném rodu; pokud je pomocné sloveso byti v čase přítomném, může se vedle participia perfekta trpného použít i participium prézenta trpné; v infinitivu trpném je participium zakončeno na -enu.

b) spojením příslušného tvaru významového slovesa v rodě činném a zvratného zájmena sę (krьstiti sę – být (po)křtěn).

c) někdy má význam trpného rodu i tvar činného rodu ve 3.os.pl. (osǫdiše jь – odsoudili ho = byl odsouzen).

## Neurčité tvary slovesné

### Infinitiv činný
Všechna staroslověnská slovesa tvoří infinitiv činný připojením přípony -ti k infinitivnímu kmeni. Infinitivní kmen se buď rovná slovesnému kořeni nebo je z něj vytvořen kmenotvornou příponou. U sloves se souhláskovým zakončením infinitivního kmene (=slovesného kořene) dochází před příponou -ti k následujícím hláskovým změnám: -z-ti>-s-ti, -d-ti>-s-ti, -t-ti>-s-ti, -k-ti>-š-ti, -g-ti>-š-ti, -b-ti>-ø-ti, -p-ti>-ø-ti, -v-ti>-ø-ti, -en-ti>-ę-ti, -em-ti>-ę-ti, -er-ti>-rě-ti, -el-ti>-lě-ti, -ol-ti>-la-ti, -or-ti>-ra-ti, -oị-ti>-ě-ti, -oụ-ti>-u-ti.

### Infinitiv trpný
Infinitiv trpný je složený tvar, sestávající z participia perfekta zakončeného na -enu a pomocného slovesa byti v infinitivu činném (nesenu byti – být nesen).

### Supinum
Supinum se tvoří připojením přípony -tъ k infinitivnímu slovesnému kmeni. Je-li infinitivní kmen zakončen na souhlásku, dochází ke stejným hláskovým změnám jako u infinitivu.

### Participia
Vzhledem k tomu, že participia jsou svou podstatou jména, je jejich tvoření a skloňování uvedeno v článku Skloňování ve staroslověnštině.